# Чилтон, Макс
Макс Алекса́ндр Чи́лтон (англ. Max Alexander Chilton; родился 21 апреля 1991 года в Рейгейте, Великобритания) — британский автогонщик, выступавший в Формуле-1 в 2013 и 2014 годах.

## Общая информация
Макс — один из двух сыновей британского мультимиллионера и вице-президента Aon Corporation Грэма Чилтона; его старшего брата зовут Том. Отец с раннего возраста поддерживал в сыновьях любовь к автоспорту и финансово помогал им в их карьерах: на этой дороге он и просто спонсировал их тогдашние команды, и иногда выкупал под одного из сыновей часть акций той или иной гоночной организации.

## Спортивная карьера
Макс начал свою гоночную карьеру с картинговых соревнований: с десяти лет он принимал участие в различных соревнованиях на подобном уровне, но особых успехов не добился. Видя снижение интереса сына к подобным соревнованиям из-за борьбы только в середине пелотона, Грэм в 2005 году переводит своего младшего сына в клубные британские туринговые гонки: в юниорском первенстве T Car Макс проводит пару лет, получая опыт пилотирования и настройки простейшей кузовной техники, а также одержав около десятка побед. В 2006 году он был близок к титулу в этом первенстве, но занял лишь второе место, уступив Лусиано Бачете три очка.
В 2007 году Макс по возрасту проходит в соревнования уровня Формулы-3 и отец переводит его в британское первенство. Первый год проведён в составе подконтрольной Чилтону-старшему команде Arena Motorsport: Макс постепенно набирается опыта работы с техникой подобного уровня и со следующего сезона начинает постепенно улучшать свои результаты: в 2008 году, в составе Hitech Racing, он выигрывает несколько квалификаций и всё чаще финиширует на подиумных позициях; год спустя — уже в составе Carlin — он завершает британское первенство на четвёртой строчке общего зачёта, выиграв две гонки. Параллельно с гонками в британском чемпионате Чилтон стартует во всех отдельных международных стартах на машинах Формулы-3, а также в боевых условиях пробует технику Формулы-Рено 3.5 и Star Mazda.
Осенью 2009 года Грэм посчитал своего младшего сына достаточно готовым к переходу на следующую ступень гоночной иерархии, найдя ему место в одной из команд первенства GP2 Asia. Макс здесь не затерялся на фоне более опытных пилотов и по ходу короткого сезона смог дважды приехать в очковой зоне в гонках. Подобный результат показался Чилтону-старшему достаточным, чтобы продлить пребывание сына в серии и на основной чемпионат, в ходе которого Макс продолжает шлифовать своё профессиональное мастерство. В 2011 году семейство Чилтонов начинает более плотное сотрудничество с командой GP2 Carlin: первый год проходит в борьбе на грани очковой зоны, а уже в 2012 году Макс становится заметно конкурентоспособнее, выигрывает несколько квалификаций, регулярно финиширует в очковой зоне и дважды побеждает в гонках. По итогам сезона британец набирает 169 баллов и становится четвёртым в личном зачёте.
По ходу 2011 года Грэм начинает искать пути пристроить своего сына в одну из команд Формулы-1: сначала Макс участвует в тестах Force India F1, а позже подписывает контракт резервного пилота с проектом Marussia F1: За этот коллектив британец проводит несколько тестовых сессий и накануне сезона-2013 подписывает контракт боевого пилота. Последующий сезон не принёс никаких особых достижений и принёс лишь один финиш на четырнадцатом месте, позволившее Максу занять лишь последнее место в личном зачёте, при этом Чилтон отметился редкой везучестью, финишировав во всех девятнадцати гонках чемпионата. Серия прервалась через год на Гран-при Канады, когда британец столкнулся с партнёром по команде Жюлем Бьянки. Сам сезон-2014 года мало чем отличался от предыдущего, а пиковыми результатами Чилтона стали два финиша на 13-х местах. После Гран-при России команда досрочно завершила сезон из-за финансовых проблем.
В 2015 году Чилтон выступал в серии IndyLights, где одержал одну победу и занял пятое место в личном зачёте, в 2016 он собирается продолжить карьеру в IndyCar, выступая за команду «Chip Ganassi Racing».

## Статистика результатов в моторных видах спорта
| 2005    | T Cars                    | н/д                                | н/д        | н/д        | н/д        | н/д        | 169        | 8-й        |
| 2005    | T Cars. Осенний кубок     | н/д                                | 7          | 0          | 0          | 0          | 106        | 3-й        |
| 2006    | T Cars                    | Tomax                              | 20         | 7          | н/д        | 7          | 167        | 2-й        |
| 2007    | Star Mazda                | Velocity Motorsports               | 1          | 0          | н/д        | 0          | 0          | НК         |
| 2007    | Британская Формула-3      | Arena Motorsport                   | 20         | 0          | 0          | 0          | 0          | НК         |
| 2007    | Серия Ле-Ман (класс LMP1) | Arena Motorsport                   | 1          | 0          | н/д        | 0          | 4          | 21-й       |
| 2008    | Британская Формула-3      | Hitech Racing                      | 22         | 2          | 1          | 0          | 72         | 10-й       |
| 2008    | F3 Masters                | Hitech Racing                      | 1          | 0          | 1          | 0          |            | 21-й       |
| 2008    | Гран-при Макао Ф3         | Hitech Racing                      | 1          | 0          | 0          | 0          |            | 14-й       |
| 2009    | Британская Формула-3      | Carlin                             | 20         | 4          | 2          | 2          | 171        | 4-й        |
| 2009    | F3 Masters                | Carlin                             | 1          | 0          | 1          | 0          |            | 24-й       |
| 2009    | Гран-при Макао Ф3         | Carlin                             | 1          | 0          | 0          | 0          |            | НФ         |
| 2009    | Формула-Рено 3.5          | Comtec Racing                      | 1          | 0          | 0          | 0          | 0          | НК         |
| 2009-10 | GP2 Asia                  | Addax Team Ocean Racing Technology | 8          | 0          | 0          | 0          | 2          | 18-й       |
| 2010    | GP2                       | Ocean Racing Technology            | 20         | 0          | 0          | 0          | 3          | 25-й       |
| 2011    | GP2 Asia                  | Carlin                             | 4          | 0          | 0          | 0          | 0          | НК         |
| 2011    | GP2                       | Carlin                             | 18         | 0          | 0          | 0          | 4          | 20-й       |
| 2011    | GP2 Final                 | Carlin                             | 2          | 0          | 0          | 0          | 0          | НК         |
| 2012    | GP2                       | Carlin                             | 24         | 2          | 1          | 2          | 169        | 4-й        |
| 2012    | Формула-1                 | Marussia F1                        | тест-пилот | тест-пилот | тест-пилот | тест-пилот | тест-пилот | тест-пилот |
| 2013    | Формула-1                 | Marussia F1                        | 19         | 0          | 0          | 0          | 0          | 23-й       |
| 2014    | Формула-1                 | Marussia F1                        | 16         | 0          | 0          | 0          | 0          | 21-й       |

### Формула-1
| Легенда к таблице |                                                                    |
| --- | ------------------------------------------------------------------ |
| В таблице перечислены результаты всех Гран-при Формулы-1, в которых принимал участие гонщик. Строками таблицы являются сезоны, столбцами — этапы чемпионата мира. В каждой клетке указаны сокращённое название этапа и результат, дополнительно обозначенный цветом. Расшифровка обозначений и цветов представлена в нижеследующей таблице. |                                                                    |
| \| Пример \| Описание \| \| ------------ \| ------------------------------------------------------------------ \| \| 1 \| Победитель \| \| 2 \| Второе место \| \| 3 \| Третье место \| \| 5 \| Финишировал, заработав очки \| \| Сход \| Не финишировал, но при этом заработал очки \| \| 12 \| Финишировал, не получив очков \| \| НКЛ \| Финишировал, но не попал в финальную классификацию \| \| 15 \| Участвовал вне зачёта, либо по отдельной классификации \| \| 18 \| Не финишировал, но попал в финальную классификацию \| \| Сход \| Не финишировал \| \| НКВ \| Не прошёл квалификацию \| \| НПКВ \| Не прошёл предквалификацию \| \| ДСК \| Дисквалифицирован \| \| ИСК \| Исключён из протокола соревнований \| \| ТТ \| Заявлен для участия только в тренировках \| \| НС \| Участвовал в квалификации, но не стартовал в гонке \| \| Т \| Травмирован или болен \| \| ОТК \| Отказ от участия \| \| НТР \| Прибыл на соревнования, но на трассу не выезжал \| \| НПР \| Был заявлен в числе участников, но не прибыл к началу соревнований \| \| О \| Соревнования отменены \| \| \| Не участвовал \| \| Поул-позиция \| \| \| Быстрый круг \| \| |                                                                    |
| Пример | Описание                                                           |
| 1 | Победитель                                                         |
| 2 | Второе место                                                       |
| 3 | Третье место                                                       |
| 5 | Финишировал, заработав очки                                        |
| Сход | Не финишировал, но при этом заработал очки                         |
| 12 | Финишировал, не получив очков                                      |
| НКЛ | Финишировал, но не попал в финальную классификацию                 |
| 15 | Участвовал вне зачёта, либо по отдельной классификации             |
| 18 | Не финишировал, но попал в финальную классификацию                 |
| Сход | Не финишировал                                                     |
| НКВ | Не прошёл квалификацию                                             |
| НПКВ | Не прошёл предквалификацию                                         |
| ДСК | Дисквалифицирован                                                  |
| ИСК | Исключён из протокола соревнований                                 |
| ТТ | Заявлен для участия только в тренировках                           |
| НС | Участвовал в квалификации, но не стартовал в гонке                 |
| Т | Травмирован или болен                                              |
| ОТК | Отказ от участия                                                   |
| НТР | Прибыл на соревнования, но на трассу не выезжал                    |
| НПР | Был заявлен в числе участников, но не прибыл к началу соревнований |
| О | Соревнования отменены                                              |
| | Не участвовал                                                      |
| Поул-позиция |                                                                    |
| Быстрый круг |                                                                    |

| Сезон | Команда          | Шасси         | Двигатель              | Ш | 1      | 2      | 3      | 4      | 5      | 6      | 7        | 8      | 9      | 10     | 11     | 12     | 13       | 14     | 15     | 16       | 17     | 18       | 19     | 20  | Место | Очки |
| ----- | ---------------- | ------------- | ---------------------- | - | ------ | ------ | ------ | ------ | ------ | ------ | -------- | ------ | ------ | ------ | ------ | ------ | -------- | ------ | ------ | -------- | ------ | -------- | ------ | --- | ----- | ---- |
| 2012  | Marussia F1 Team | Marussia MR01 | Cosworth CA2012 2,4 V8 | P | АВС    | МАЛ    | КИТ    | БАХ    | ИСП    | МОН    | КАН      | ЕВР    | ВЕЛ    | ГЕР    | ВЕН    | БЕЛ    | ИТА      | СИН    | ЯПО    | КОР      | ИНД    | АБУ тест | США    | БРА | —     | 0    |
| 2013  | Marussia F1 Team | Marussia MR02 | Cosworth CA2013 2,4 V8 | P | АВС 17 | МАЛ 16 | КИТ 17 | БАХ 20 | ИСП 19 | МОН 14 | КАН 19   | ВЕЛ 17 | ГЕР 19 | ВЕН 17 | БЕЛ 19 | ИТА 20 | СИН 17   | КОР 17 | ЯПО 19 | ИНД 17   | АБУ 21 | США 21   | БРА 19 |     | 23    | 0    |
| 2014  | Marussia F1 Team | Marussia MR03 | Ferrari 059/3 1,6 V6   | P | АВС 13 | МАЛ 15 | БАХ 13 | КИТ 19 | ИСП 19 | МОН 14 | КАН Сход | АВТ 17 | ВЕЛ 16 | ГЕР 17 | ВЕН 16 | БЕЛ 16 | ИТА Сход | СИН 17 | ЯПО 18 | РОС Сход | США    | БРА      | АБУ    |     | 21    | 0    |